# Maida Andrenacci
 (mai 2022).
Si vous disposez d'ouvrages ou d'articles de référence ou si vous connaissez des sites web de qualité traitant du thème abordé ici, merci de compléter l'article en donnant les références utiles à sa vérifiabilité et en les liant à la section « Notes et références ».
Pour les articles homonymes, voir Andrenacci.
Maida Adrenacci est une actrice argentine de télévision, née le 1er juin 1986. Elle a joué dans la série Floricienta de 2004 à 2005 le rôle de Valentina et ensuite dans Niní en 2010 le rôle de Vicky, la meilleure amie du personnage principal.

## Filmographie

### Au cinéma
- 2004 : Carnets de voyage (Diários de Motocicleta) de Walter Salles
- 2004 : Ay Juancito d'Héctor Olivera
- 2013 : Los Desechables de Nicolás Savignone
- 2015 : El desafío de Juan Manuel Rampoldi

### A la télévision
- 1995 - 1996 : Magazine for Fai
- 1996 : Sorpresa y ½
- 1998 : Gasoleros
- 2000 : PNP de luxe
- 2004 : Padre Coraje
- 2004 – 2005 : Floricienta : Valentina
- 2006 : Amas de casa desesperadas
- 2009 – 2010 : Niní : Vicky
- 2013 : Historias de corazón
- 2013 : Esa mujer
- 2017 : Quiero vivir a tu lado